# Tony Inzalaco
Tony Inzalaco (* 14. Januar 1938 in Passaic, New Jersey) ist ein amerikanischer Schlagzeuger des Modern Jazz.

## Leben und Wirken
Inzalaco begann mit acht Jahren zu trommeln. Er hat einen Bachelorabschluss an der New Yorker Manhattan School of Music erworben und danach einen Master of Arts in Musikerziehung und einen Bachelor of Arts im Fach Perkussion. Dann arbeitete er unter anderem zusammen mit Billy Taylor, Johnny Smith, Buddy Rich, Vinnie Burke, Maynard Ferguson, Jim Hall, Chris Connor, Ben Webster, Jaki Byard und Lee Konitz.
Zwischen 1968 und 1972 hat Inzalaco in Deutschland als angestellter Musiker im Orchester Kurt Edelhagen für Radio, Fernsehen und Schallplattenfirmen gearbeitet. Zudem war er als Perkussionist in der Kenny Clarke/Francy Boland Big Band tätig. Dann war er unter anderem Mitglied im Trio von Eugen Cicero. Im Jahre 1978 kehrte er in die USA zurück, um als freier Musiker in und um Boston zu arbeiten. Seit 2005 ist er an der Westküste aktiv. Mit seinem eigenen Quintett spielte er das Album Real Life Real Live Vol.1 (2006) ein.
Er hat viele Auftritte im Fernsehen an der Seite von Musikern wie Chris Connor, Maynard Ferguson, Carmen McRae, Oscar Peterson, Clark Terry, Ben Webster absolviert. Zudem hat Inzalaco auf zahllosen Jazzfestivals in der ganzen Welt gespielt.

## Diskographische Hinweise
- Roger Kellaway Trio: A Jazz Portrait of Roger Kellaway, Fresh Sound, FSR-147, 1963, CD
- Maynard Ferguson Orchester: The New Sounds, Fresh Sound, FSCD-2010, 1964, CD
- Kenny Clarke/Francy Boland Big Band: Latin Kaleidoscope, MPS, 15 213, 1968, LP
- Paul Nero: El Condor Pasa – Paul Nero in South-America, Liberty, 1970, LP
- Peter Herbolzheimer: My Kind of Sunshine MPS 2121331-5, 1971, LP
- Benny Bailey: Mirrors, Freedom 26316, 1971, LP
- Stan Getz/Francy Boland: Change of Scenes, Verve/Ex Libris 171 084, 1971, LP
- Ira Kris Group: Jazzanova, MPS 21 20907-5, 1971, LP
- Mangelsdorff-Whigham-Persson-Hampton: Trombone Workshop, MPS 2120915-6, 1971, LP
- Bora Roković: Ultra Native MPS 1972
- Maynard Ferguson: Dues, Mainstream, MSM 474418 2, 1972, CD
- Ben Webster: In Hannover, Impro-Jazz, IJ 506v (DVD; auch Gambit Records – 69316 als CD), 1973, (mit Oscar Peterson, Niels-Henning Ørsted Pedersen)
- Peter Herbolzheimer: Rhythm Combination & Brass, MPS, 0088.048, 1970 – 1974, LP
- Art Farmer: A Sleeping Bee Sonet Records, SNTCD 715, 1974, CD
- Francy Boland: Papillon Noir, Freedom 40176, 1975, LP
- Dexter Gordon: Stable Mable, SteepleChase SCCD-31040, 1975, CD
- Eugen Cicero: For My Friends, Intercord 130.010, 1977, LP
- Fritz Pauer Trio: Blues Inside Out, MPS 0068218, 1978, LP
- Dexter Gordon: At the Subway Club 1973, Elemental, 2019